# St.-Josef-Kirche (Opalenica)

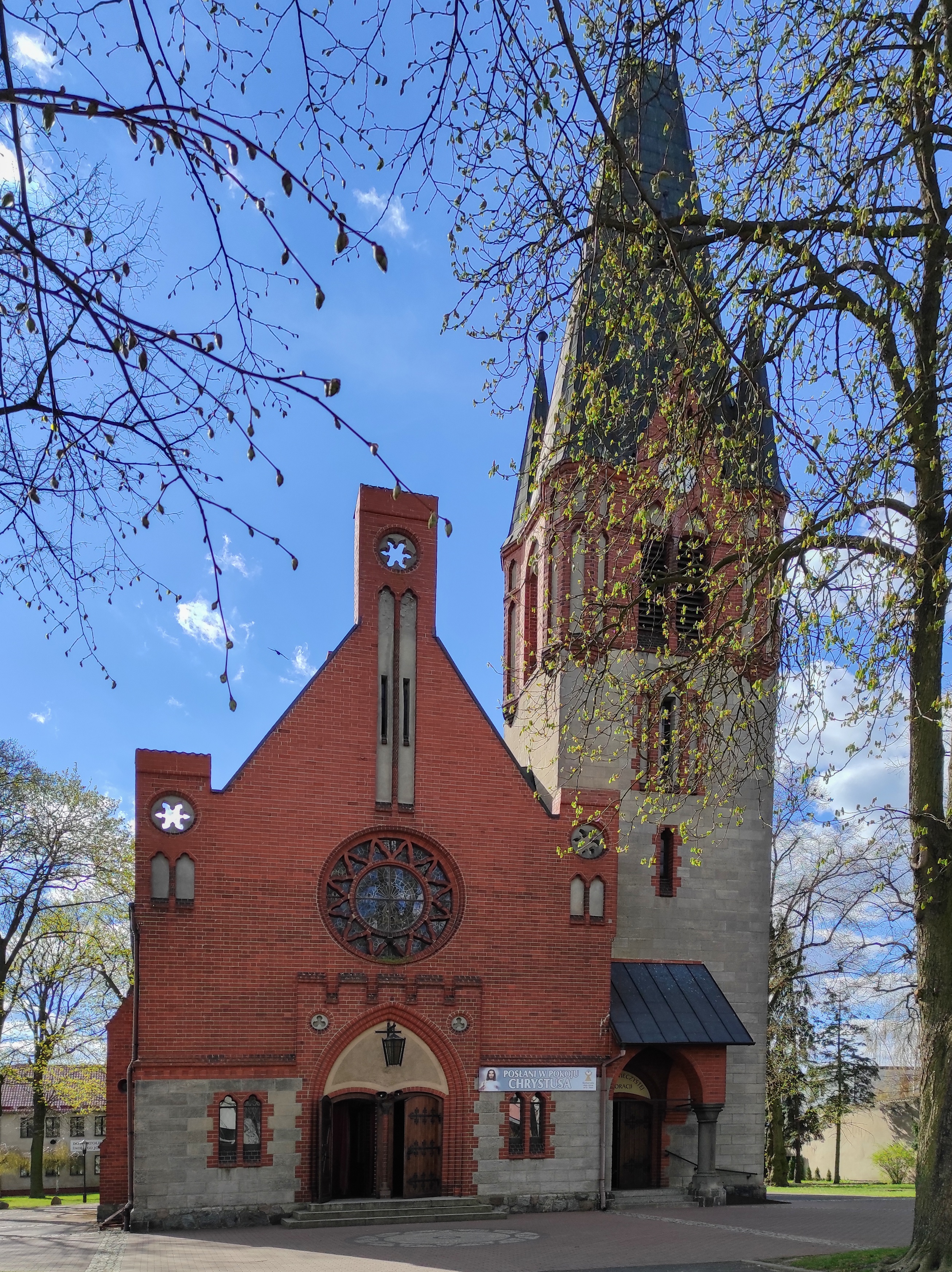
Die St.-Josef-Kirche in Opalenica

Die St.-Josef-Kirche (kościół św. Józefa) in Opalenica wurde zwischen 1895 und 1900 als Pfarrkirche für eine überwiegend deutschsprachige evangelische Kirchengemeinde der altpreußischen Kirchenprovinz Posen des damaligen Opalenitza, Provinz Posen, nach Entwurf von Ludwig von Tiedemann gebaut. Den Kirchenbau haben das Gustav-Adolf-Werk und die lokale Zuckerfabrik finanziert. Nach dem Ersten Weltkrieg wechselte die Kirchengemeinde zur neuen Unierten Evangelischen Kirche in Polen.  
Nach dem Zweiten Weltkrieg und der Vertreibung der deutschsprachigen Bevölkerung wurde sie durch die katholische Kirche genutzt und 1981 zur Pfarrkirche erhoben.
Das Gebäude steht seit 1992 unter Denkmalschutz.